# Comté de Jefferson (Tennessee)
Pour les articles homonymes, voir Comté de Jefferson.
Le comté de Jefferson est un comté de l'État du Tennessee, aux États-Unis. Son siège est situé à Dandridge et sa population était en 2000 de 44 294 habitants.